# حكم الموريون لجبل طارق
كان حكم الموريون لجبل طرق في الفترة بداية من وصول المسلمين إلى هسبانيا وسقوط مملكة القوط الغربيين في عام 711 حتى سقوط جبل طارق في أيدي المسيحيين بعد 751 عامًا، أي في عام 1462، في ظل فترة خلو العرش في أوائل القرن الرابع عشر.